# Bevan French

a Compétitions nationales et continentales officielles uniquement.

Bevan French, né le 4 janvier 1996 à Tingha (Australie), est un joueur de rugby à XIII australien évoluant au poste d'ailier. Il fait ses débuts en National Rugby League (« NRL ») avec les Eels de Parramatta lors de la saison 2016. Ses débuts sont remarqués puisqu'il devient le meilleur marqueur d'essais de sa franchise cette saison-là avec dix-neuf essais en treize rencontres.

## Biographie
Né à Tingha dans la Nouvelle-Galles du Sud, Bevan French a une ascendance aborigène. Il joue au rugby à XIII dès son plus jeune âge, son oncle Nathan Blacklock est un ancien joueur de rugby à XIII qui a notamment évolué en sélection d'Australie et sous les couleurs de St George.
En 2013, de nombreuses franchises de National Rugby League désirent le faire signer, il choisit les Eels de Parramatta. Il joue dans son équipe junior à divers postes : arrière, demi d'ouverture et ailier. Il fait ses débuts en NRL lors de la saison 2016. Il dispute cette saison-là treize rencontres et inscrit dix-neuf essais, faisant de lui le meilleur marqueur d'essais de sa franchise. 

## Palmarès
- Collectif :
  - Vainqueur de la Super League : 2023 et 2024 (Wigan).
  - Vainqueur de la Challenge Cup : 2022 et 2024 (Wigan).
  - Finaliste de la Super League : 2020 (Wigan).

- Individuel : 
  - Man of Steel Award : 2023 (Wigan).
  - Albert Goldthorpe Medal : 2023 (Wigan).
  - Nommé dans l'équipe type de Super League : 2020, 2022 et 2023 (Wigan).

### Statistiques
| Saison | Saison         | Championnat  | Championnat  | Championnat | Championnat | Championnat | Championnat | Championnat | Coupe         | Coupe      | Coupe | Coupe | Coupe | Coupe | Coupe |
| Saison | Saison         | Comp.        | Class.       | M           | Pts         | Ess.        | Buts        | Dp.         | Comp.         | Class.     | M     | Pts   | Ess.  | Buts  | Dp.   |
| ------ | -------------- | ------------ | ------------ | ----------- | ----------- | ----------- | ----------- | ----------- | ------------- | ---------- | ----- | ----- | ----- | ----- | ----- |
| 2019   | Wigan Warriors | Super League | Finale prél. | 8           | 24          | 6           | -           | -           | Challenge Cup | -          | 0     | -     | -     | -     | -     |
| 2020   | Wigan Warriors | Super League | Finaliste    | 19          | 60          | 15          | -           | -           | Challenge Cup | 1/2 finale | 2     | 8     | 2     | -     | -     |
| 2021   | Wigan Warriors | Super League | 1er tour     | 4           | 12          | 3           | -           | -           | Challenge Cup | 1/4 finale | 1     | -     | -     | -     | -     |
| 2022   | Wigan Warriors | Super League | Finale prél. | 22          | 116         | 29          | -           | -           | Challenge Cup | Vainqueur  | 2     | -     | -     | -     | -     |
| 2023   | Wigan Warriors | Super League | Champion     | 29          | 68          | 17          | -           | -           | Challenge Cup | 1/2 finale | 3     | 8     | 2     | -     | -     |
| 2024   | Wigan Warriors | Super League | Champion     | 20          | 80          | 20          | -           | -           | Challenge Cup | Vainqueur  | 4     | 20    | 5     | -     | -     |
| 2025   | Wigan Warriors | Super League |              |             |             |             |             |             | Challenge Cup | 1/8 finale |       |       |       |       |       |